# 1027
| 1027               |
| ------------------ |
| Dødsfald - Fødsler |
|                    |

| Gregoriansk kalender | 1027 MXXVII             |
| Ab urbe condita      | 1780                    |
| Armensk kalender     | 476 ԹՎ ՆՀԶ              |
| Kinesiske kalender   | 3723 – 3724 丙寅 – 丁卯 |
| Etiopisk kalender    | 1019 – 1020             |
| Jødisk kalender      | 4787 – 4788             |
| Hindukalendere       |                         |
| - Vikram Samvat      | 1082 – 1083             |
| - Shaka Samvat       | 949 – 950               |
| - Kali Yuga          | 4128 – 4129             |
| Iransk kalender      | 405 – 406               |
| Islamisk kalender    | 418 – 419               |

Konge i Danmark: Knud den Store 1019-1035
Se også 1027 (tal)